# Pettyes gőte
A pettyes gőte (Lissotriton vulgaris) a kétéltűek (Amphibia) osztályának farkos kétéltűek (Caudata) rendjébe, ezen belül a szalamandrafélék (Salamandridae) családjába tartozó faj.
Nemének a típusfaja.

## Előfordulása
A pettyes gőte elterjedési területe Közép- és Észak-Európa, Franciaország középső részétől Nyugat-Ázsiáig. Magyarországon általánosan elterjedt faj, igaz csak ritkán látható. Élőhelyben nem válogatós, mocsarasodó vizek, tavak, ártéri területek, holtágak, csatornák, bányagödrök, lápok egyaránt megfelel neki. Ugyanakkor a szárazabb területek, alföldek, dombságok lakója is. A szárazföldi alakok a nappalt talaj-, vagy sziklarepedésekben töltik, csak sötétedéskor válnak aktívvá, csapadékos időben viszont nappal is előjönnek.

## Alfajai
- Lissotriton vulgaris ampelensis (Fuhn, 1951)
- Lissotriton vulgaris graecus (Wolterstorff, 1906)
- Lissotriton vulgaris kosswigi (Freytag, 1955)
- Lissotriton vulgaris lantzi (Wolterstorff, 1914)
- Lissotriton vulgaris meridionalis (Boulenger, 1882)
- Lissotriton vulgaris schmidtlerorum (Raxworthy, 1988)
- Lissotriton vulgaris vulgaris (Linnaeus, 1758)

## Megjelenése
A pettyes gőte karcsú, alig 10 centiméter hosszú, finoman tagolt testű gőte. Fején három hosszanti barázda található. Bőre a vízi élet során sima, a szárazföldi életmódra visszatérve szárazzá és érdessé válik. A hím fején 5-7 sötét hosszanti csík húzódik, háta és oldalai olajzöld, sárgás, barnás vagy majdnem feketés színűek, nagy, sötét, többnyire kerek foltokkal. Legfeltűnőbb ismertetőjegye a szemek között vagy mögöttük kezdődő fogazott vagy hullámos szélű, gyöngyházfényben csillogó háttaraj, amely megszakítás nélkül megy át az ugyancsak fogazott vagy hullámos farokszegélybe, és többé-kevésbé hosszú hegybe fut. Farka oldalt összenyomott.

## Életmódja
A pettyes gőte főleg a sík területeken gyakori, de a domb- és hegyvidékeken is elterjedt. 1000 méter magasság fölé csak ritkán hatol fel. Lomberdőkben, parkokban és réteken él, települések közelében is megtaláljuk. A nyílt vízfelületeket szereti.

## Szaporodása
A nőstény körülbelül 300 petét rak. A petékből a lárvák 14-20 nap alatt fejlődnek ki. A lárvák augusztus elejére-végére alakulnak át, és ekkor elhagyják a vizet, ahová csak 3 év múlva, már ivaréretten térnek vissza.

## Képek
|  |  |  |